# Kazaa Lite
Kazaa Lite（カザー ライト、K-Lite）はFastTrack ネットワークに接続するピア・ツー・ピアのファイル共有ソフト。同じくファイル共有ソフトのKazaaの無許可修正版であり、バンドルされているスパイウェアやアドウェアをKazaaから取り除いたものである。K++ Loader と KL Extensionsプラグインによって多くの付加機能が加えられている。

## 概要

### Kazaa
Gnutellaを越えるピュアP2P型ソフトとして2001年3月に開発された。プロトコル名はFastTrack。
「スーパーノード」といわれる上位のノードがサーバとして働き、下位のノードは検索情報などを保持しない。ピュア型ハイブリッド型の利点を併せ持つ。（スーパーノード型ハイブリッドP2P）

### Kazaa Lite
本家Kazaa社がオーストラリアのベンチャー投資会社Sharman Networks社に売却されたことにより、スパイウェアやアドウェアが組み込まれた為、有志が、スパイウェアやアドウェアの入っていない海賊版を作成した。

## 歴史

### Kazaa
2001年3月にニクラス・ゼンストロームとジャニス・フリースがKazaaを開発し、配布（この二人は、後にskype、joostを生み出す）。Gnutellaの分散特性に、「スーパーノード」を加えたことにより、効率と安定性が上がり、みるみるユーザー数を増やしていくことになる。両名は2002年にオーストラリアのシャーマン・ネットワークス社にカザー社を売却した。シャーマン・ネットワークス社が多数のマルウェアを組み込んだ形でKazaaを配布したため、マルウェアを取り除いたKazaa Liteが無許可で作られることになる。その後、シャーマン・ネットワーク社は、提訴されていた裁判に和解し、巨額な和解金を支払う。2002年には、Morpheusとのライセンスを巡る問題から、MorpheusをFastTrackネットワークから追い出し、一時は、ダウンロード数が世界一になったと言われていたが、後発のBitTorrentやeDonkeyなどが台頭し、ユーザー数は大きく減少した。
- 2000年7月　ニクラス・ゼンストロームとジャニス・フリースが開発し、アムステルダムを拠点とするFastTrack社（後にKaZaAに社名を変更）を創業。
- 2001年3月　Kazaaプログラムの配布を開始。2001年4月20日にはFastTrackのユーザー数はおよそ2万人だったが、6月6日にはユーザー数が15万を超える。
- 2001年11月29日　オランダの著作権団体Buma/Stemraとの裁判で敗訴。（後述）
- 2002年3月　KaZaA.comなどのカザーの資産をシャーマン・ネットワークス社に売却。
- 2007年10月4日　P2Pソフト「KaZaA」にシステム乗っ取りの深刻な脆弱性が発見される。

Kazaaの公式ウェブサイトは2012年7月末まで運営されていたが、2012年8月、サービス停止を告知する簡素なページに置き換えられた。そのままウェブサイトは2014年10月頃まで残されていたが、2017年現在は閲覧不能となっている。

### Kazaa Lite
シャーマン・ネットワーク社から配布されることになったKazaaにマルウェアが組み込まれていたために、作成された。Yuriというモスクワ在住者が作者と言われている。オリジナルKazaaがマルウェア付きになったため、Kazaa Liteに乗り換えたユーザーもかなりいたようで、Kazaa Liteのユーザー数は、オリジナルKazaaと同程度のユーザー数だとも言われた。
- 2002年3月　KaZaA.comなどのカザーの資産をシャーマン・ネットワークス社に売却。
- 2002年4月　マルウェアを取り除いた無許可修正版のKazaa Liteを公開。

## Kazaaにバンドルされていたマルウェア
- Cydoor (spyware)

このプログラムは、インターネット接続を利用して広告をダウンロードし、利用に関する統計情報を送信。
- B3D (adware)

PCがB3Dコードの引き金となるウェブサイトにアクセスしたときに、広告ポップアップを出させる。
- Altnet (adware)

P2Pネットワークを形成し，広告や有料コンテンツのダウンロードを促進させるソフト。
- The Best Offers (adware)

広告を表示し、サーフィング嗜好を追跡。
- InstaFinder (hijacker)

存在しないサイトへの検索を、事前に定義された Web サイトにリダイレクトするブラウザヘルパーオブジェクト。広告を表示し、他のアドウェアプログラムをダウンロードし実行することが可能。
- TopSearch (adware)

コンテンツ所有者のファイルをKaZaAネットワークで検索結果の上位に表示するというサービス。
- RX Toolbar (spyware)

このツールバーは、Microsoft Internet Explorerで見るすべてのサイトをモニターして、インターネットへ接続し第三者へ情報を配信する。
- New.net (hijacker)

このプログラムは、ブラウザのアドレスバーに名前解決できないドメイン名、存在しないURLを入力した場合、自身のスポンサーの関連Webサイトに接続をリダイレクトする。また、このプログラムはNEW.net社が提供するTLD（Top Level Domain）をもつWebサイトに接続をリダイレクトする。

## K++について(通称:Kpp)
K++はKazaaプログラムの機能のいくつかを向上させるためのローダ。K++はKazaa Liteをメモリ上に読み込み、プログラムをロードしている間にプログラムコードの部品を改変して、Kazaa Liteによって使用される内部機能を変更する。
- 「さらに検索」の回数を無制限にする
- 複数ソースからのダウンロードの方式を改善
- 参加レベル(PL)を最も高いレベルに固定
- サードパーティ製のDLLをロードしない
- 到達することがないようなソースは.datファイルに保存しない
- デバッグオプション
- ネットワーク名を変更可能

## カザー事件

### 豪カザー事件
2001年10月3日　Morpheus・KaZaA・GroksterをMPAA・RIAAが著作権侵害で提訴
2005年9月5日 　豪州連邦裁で敗訴、KaZaAユーザーが著作権を侵害していると判断、開発元にソフトウェアの修正を命じた
2006年7月28日　1億1500万ドルでレコード業界と和解
- この和解をもって、レコード業界が豪州と米国で提起したKaZaAに対する訴訟は終了

### 蘭カザー事件
2001年11月29日　オランダ地裁で責任ありの判決
2002年3月28日 　控訴審では覆され、責任無しの判決
2003年12月19日　オランダ最高裁で控訴審の判決を支持『KaZaA』配布は合法と判断
- オランダの音楽著作権団体Buma/Stemraとの差止請求で勝訴

### 関連事件
2005年12月9日 　米国控訴審P2P利用者に有罪判決
- KaZaAから無料でダウンロードしたシカゴの女性に22,500ドルの支払いを命じた

2006年11月1日 　NMPA（米国音楽出版社協会）と和解
- 著作権侵害に対して、相当額の賠償金を支払うことに合意

## 種類
- Kazaa Lite
- Kazaa Lite K++
- Kazaa Lite Resurrection
- Kazaa Lite Tools K++